# Elyas Bouzaiene
Elyas Bouzaiene, né le 8 septembre 1997 à Kristianstad (Suède), est un footballeur suédois qui possède également des origines tunisienne et finlandaise. Il évolue en tant que latéral droit à l'Espérance sportive de Tunis.

## Biographie
Elyas Bouzaiene naît le 8 septembre 1997 à Kristianstad en Suède d'un père tunisien et d'une mère finlandaise.

### Carrière en club
Bouzaiene est formé au Kristianstad FC, le club de sa région.
En 2016, il démarre son parcours senior lorsqu'il rejoint le Viby IF, un club de sixième division. Il dispute par la suite quatre saisons avec l'Ifö Bromölla IF en deuxième et troisième divisions. Durant la saison 2021, il retourne au Kristianstad FC, son club formateur.
Le 25 janvier 2022, il est recruté par le Lunds BK, évoluant en Ettan Södra.
Le 27 juin 2022, Bouzaiene signe au Degerfors IF, où il paraphe un contrat de deux ans et demi. Il fait ses débuts en Allsvenskan le 23 juillet 2022 lors d'une défaite (1-2) contre le Mjällby AIF, où il entre en jeu à la 62e minute.
Le 5 juin 2024, il quitte le Degerfors IF, relégué en Superettan, et retrouve l'Allsvenskan, en s'engageant pour une durée d'un an et demi avec le Västerås SK FK.
Le 27 décembre 2024, l'Espérance sportive de Tunis annonce son arrivée pour deux ans et demi.

### Équipe nationale
Bouzaiene possède un passeport suédois et un passeport tunisien. Bien qu'il n'ait pas encore acquis de passeport finlandais, il est toutefois approché par les sélections tunisienne et finlandaise.
Le 29 mai 2023, une rencontre fructueuse a lieu entre Jalel Kadri, le sélectionneur de l'équipe nationale de Tunisie, et Elyas Bouzaiene, à la fin du match opposant son club au Varbergs BoIS, dans le cadre de la 10e journée d'Allsvenskan.

## Palmarès
- Vainqueur de la supercoupe de Tunisie en 2024
- Vainqueur du championnat de Tunisie en 2025
- Vainqueur de la coupe de Tunisie en 2025